# 西泉街道
西泉街道，是中华人民共和国陕西省西安市临潼区下辖的一个乡镇级行政单位。

## 行政区划
西泉街道下辖以下地区：
西泉社区、西泉村、魏庄村、桑元村、宣孔村、麦王村、东赵村、椿树村、兴王村、贾村和坡底村。